# حسین توفیق
حسین توفیق (۱۴ مهر ۱۲۵۸ – ۲۹ بهمن ۱۳۱۸) فرزند نجفقلی میرزا و بنیان‌گذار، صاحب امتیاز و اولین مدیر مسئول هفته نامه توفیق، نخستین نشریه فکاهی - سیاسی ایران، شاعر، نویسنده، طنزپرداز و روزنامه‌نگار ایرانی بود.
حسین توفیق از همان ابتدا طبع و ذوق شعری داشت، وی نیمی از عمر خود را صرف ترویج معارف و توسعهٔ ادبیات کرد، او شاعری نکته سنج و روزنامه‌نگاری حساس بود. به مدت چهار سال، از اواخر سال ۱۲۹۶ تا اواسط سال ۱۳۰۰، سردبیر روزنامه گل زرد بود و در سال ۱۳۰۱ موفق به گرفتن امتیاز نشریه هفته نامه توفیق شد که نشریه‌ای ادبی فکاهی بود. او در تهییج و تقویت قریحهٔ نو شاعران تأثیر زیادی داشت. او در ۲۹ بهمن ۱۳۱۸، پس از سپردن اداره هفته نامه توفیق به تنها فرزندش محمدعلی خان توفیق، درگذشت.